# Eliseo Antonio Ariotti
Eliseo Antonio Ariotti (Vailate, província de Cremona, 17 de novembre de 1948) és un sacerdot catòlic italià, diplomàtic al servei de la Santa Seu.

## Biografia
Four ordenat sacerdot pel bisbe de Cremona, Giuseppe Amari, el 7 de maig de 1975. Joan Pau II el va nomenar el 17 de juliol de 2003 i bisbe titular pro hac vice de Vibiana i nunci apostòlic a Camerun.
L'ordenació episcopal li va donar el cardenal secretari d'Estat i cardenal subdegà, Angelo Sodano, el 5 d'octubre del mateix any; els co-consagradors eren Robert Sarah, Secretari de la Congregació per a l'Evangelització dels Pobles i Dante Lafranconi, bisbe de Cremona.
El 5 d'agost de 2003 també va ser nomenat nunci apostòlic a Guinea Equatorial. El papa Benet XVI el va designar el 5 de novembre de 2009 nunci apostòlic al Paraguai en substitució d'Orlando Antonini, acusat d'haver tapat suposats abusos sexuals.